# Supercoppa di Spagna 2015 (hockey su pista)
La Supercoppa di Spagna 2015 è stata la 12ª edizione dell'omonima competizione spagnola di hockey su pista. Il torneo ha avuto luogo dal 31 ottobre al 1º novembre 2015. A conquistare il titolo è stato il Barcellona per la nona volta nella sua storia superando in finale il Liceo La Coruña.

## Squadre partecipanti
| Club            | Qualificazione                                        | Partecipazioni precedenti (il grassetto indica la vittoria)      |
| --------------- | ----------------------------------------------------- | ---------------------------------------------------------------- |
| Barcellona      | Vincitore dell'Ok Liga e finalista della Coppa del Re | 2004, 2005, 2006, 2007, 2008, 2009, 2010, 2011, 2012, 2013, 2014 |
| Liceo La Coruña | 2º posto in Ok Liga                                   | 2004, 2013, 2014                                                 |
| Vendrell        | 4º posto in Ok Liga                                   | 2013, 2014                                                       |
| Vic             | Vincitore della Coppa del Re                          | 2005, 2009, 2010                                                 |

## Risultati

### Semifinali
| Vic 31 ottobre 2015 | Barcellona | 4 – 3 referto | Vendrell | Pavelló Olímpic de Vic |

| Vic 31 ottobre 2015                    | Vic            | 5 – 5 (d.t.s.) referto | Liceo La Coruña | Pavelló Olímpic de Vic |
| \| \| \| \| \| \| Shootout 2 – 3 \| \| |                |                        |                 |                        |
|                                        |                |                        |                 |                        |
|                                        | Shootout 2 – 3 |                        |                 |                        |

### Finale
| Vic 1º novembre 2015 | Barcellona | 6 – 5 referto | Liceo La Coruña | Pavelló Olímpic de Vic |